# I'm Forever Blowing Bubbles
Os torcedores do West Ham United Football Club têm um cântico muito famoso chamado "I'm Forever Blowing Bubbles" e é extraída do musical "The Passing Show of 1918". O que é ainda mais interessante se notarmos que outro hino de clube inglês também de vem de um musical. É o caso do "You'll Never Walk Alone", do Liverpool FC que vem do musical "Carousel".
As "bolhas" do hino se devem ao fato de que um jovem e talentoso jogador da década de 1920, Billy J. Murray o famoso cavalo branco, tinha uma grande semelhança física com um garoto presente num quadro do artista Millais chamado "Bubbles". Esse acabou sendo o apelido de Murray.
Letra:
I'm forever blowing bubbles,

pretty bubbles in the air

They fly so high, they reach the sky

And like my dreams they fade and die

Fortune's always hiding,

I've looked everywhere

I'm forever blowing bubbles,

pretty bubbles in the air

United! United!
Tradução:
Estou sempre soprando bolhas,

lindas bolhas no ar

Elas voam tão alto, elas tocam o céu

E como os meus sonhos, elas desfazem-se e morrem

A felicidade está sempre escondida,

eu já procurei por todo lugar

Estou sempre soprando bolhas,

lindas bolhas no ar

United! United!

## Ligações Externas
- Página oficial do West Ham United (em inglês)